# 사극
사극(史劇)은 역사나 역사적 인물을 소재로 한 극의 일종이다. 연극일 수도 있고 영화일 수도 있으나, 대한민국에서는 일반적으로 역사적 사실을 다루는 텔레비전 드라마를 가리킨다.
경우에 따라서는 대하드라마라고 부르기도 하는데, 이는 한 역사적 시대를 배경으로 많은 사건과 인물들을 다루는, 길이가 길고 규모가 큰 방송 드라마로서 더 스케일이 큰 것을 가리킨다. 비슷한 말로 시대극(時代劇)이 있으나 시대극은 특정 시대를 배경으로 하는 장르이며 역사적 사실과 다를 수 있는 픽션을 주로 말한다. 한편,  대하사극과 정통사극은 똑같은 KBS 대하 드라마인데 호흡이 길어서 주중 시간에는 편성이 어렵다.

## 한국의 사극
대부분 조선시대를 다루고 있었으나 태조 왕건이 후삼국 시대를 다루면서 이후 조선이 아닌 다른 시대도 많이 다루게 되었다. 주려 고려가 많이 나오며 삼국시대의 고구려, 백제, 신라도 자주 나오는 편이다.
KBS 1TV 태조 왕건이 "우리 역사의 사각지대라고 할 수 있는 후삼국시대를 생생하게 되살려 새로운 역사드라마의 지평을 열었다"는 호평을 받아 제14회 한국방송작가상 드라마 부문 수상자로 선정됐고, 그 이후 SBS 녹두꽃이 동학 농민 운동을 전봉준의 영웅적 일대기가 아닌 민초들의 삶과 항쟁에 초점을 맞춰 그려냈다는 호평을 받아 제 32회 한국방송작가상 드라마 부문 수상의 영예를 안게 되어 역대 두 번째 사극 수상작이 됐다.

## 세계의 사극

### 중국
중국은 역사가 매우 긴 만큼 사극의 시대적 배경도 다양하며 소재가 무궁무진하다. 가장 유명한 사극으로는 삼국지를 소재로 한 사극이 많다.

### 일본
일본의 사극은 센고쿠 시대가 주를 이루며 그 이전 시대도 종종 다루고 있다.

### 유럽
유럽의 사극은 대부분 중세시대에 편중되어 있으며 로마 제국 시대와 대항해시대도 상당히 많이 나온다. 종교적 성향의 사극은 주로 예수를 다룬 작품이 많다.

### 미국
미국의 경우 사극의 주요 소재는 다음의 3가지이다.
- 서부개척시대
- 남북전쟁
- 제2차 세계대전

## 같이 보기
- 시대극